# Parlez-nous à boire (chanson)
Parlez-nous à boire est une chanson cadienne écrite par Dewey Balfa et interprétée par son groupe Les Frères Balfa dans les années 1970.

## Thématique
Cette chanson se présente comme la complainte d'un homme qui demande à ce qu'on lui parle plutôt de boire et fêter que de mariage (dont on devine que c'est un sujet qui le tracasse) mais qui, ce faisant, ne fait que parler de cela en énumérant les différents cas de mariage avec des filles qui pourraient mal finir. La chanson est accompagnée par un violon, instrument traditionnel de la musique cadienne.

## Paroles
Les paroles de la chanson sont en français cadien et présentent des différences certaines avec le français de France ou même avec le français québécois ou celui d'Acadie (dont le français cadien est dérivé). Ainsi, le subjonctif n'est pratiquement plus utilisé en cadien, la phrase faudra tu fais ta vie avec présente un indicatif et on remarque également la disparition de la conjonction que (il faudra que tu fasses...). Le vocabulaire présente également des différences, ainsi le mot danger qui revient au second verset de chaque couplet n'a pas le sens de péril qu'on lui connaît habituellement mais plutôt de tracas.
Le refrain est le suivant, chanté entre chaque couplet et à la fin de la chanson :
Oh parlez-nous à boire,

Non pas du mariage !

Toujours en regrettant

Nos jolis temps passés !
Les couplets sont les suivants :
Si que tu te maries

Avec une jolie fille,

T'es dans les grands dangers

Ça va te la voler !
Si que tu te maries

Avec une vilaine fille,

T'es dans les grands dangers

Faudra tu fais ta vie avec !
Si que tu te maries

Avec une fille bien pauvre,

T'es dans les grands dangers

Faudra travailler tout la vie !
Si que tu te maries

Avec une fille qu'a de quoi,

T'es dans les grands dangers

Tu vas attraper des grandes reproches !
Le couplet de fin rompt la suite des précédents qui énuméraient des cas de filles avec lesquelles le mariage serait difficile, mais il se présente cependant comme la suite logique du couplet précédent puisque l'auteur imagine les grandes reproches (le mot reproche est ici féminin) qui pourraient lui être fait(e)s par la fille qu'a de quoi :
Fameux, toi grand vaurien,

Qu'a tout gaspillé mon bien !

Fameux, toi grand vaurien,

Qu'a tout gaspillé mon bien !
Puis le refrain est chanté une ou deux fois.

## Reprises et interprétations
- Dans le film Sans retour de 1981, un groupe composé de Marc Savoy, Frank Savoy, Dewey Balfa et John Stelly interprète la chanson lors de la scène de la fête au village[2].
- Kate et Anna McGarrigle ont interprété la chanson en juin 1984 lors d'un concert enregistré et diffusé à la télévision au Red Creek Inn de Rochester.
- Michael Doucet et le groupe BeauSoleil reprirent la chanson en 1990 dans leur album Parlez-Nous À Boire & More.
- Le groupe Sweet Crude a repris la chanson dans son EP Super Vilaine en 2013.
- Les artistes néo-orléanais Alexis Marceaux et Sam Craft du groupe The Samurai ont repris la chanson en 2011 lors de concerts.
- L'artiste écossaise Jennifer Ewan et son groupe ont repris la chanson en 2017 avec des paroles adaptées, filles a été remplacé par garçons à chaque fois et le texte modifié en conséquence.